# Argyrothemis argentea
Argyrothemis argentea – gatunek ważki z rodziny ważkowatych (Libellulidae), jedyny przedstawiciel rodzaju Argyrothemis. Występuje w północnej części Ameryki Południowej – w Amazonii i regionie Gujana. Nie jest zagrożony.